# Edward Wauters
Pour les articles homonymes, voir Wauters.
Eduard Maria Jozef Wauters, dit Eddy Wauters, né le 15 juillet 1933 à Borgerhout en Belgique et mort le 24 janvier 2025 à Malle en Belgique,, est un footballeur belge qui joue au poste de défenseur. Il est également dirigeant et préside le Royal Antwerp FC de 1969 à 2012.

## Biographie
Eddy Wauters a joué son premier match en championnat de Belgique, avec le Royal Antwerp FC le 9 mars 1952, alors âgé de 18 ans. Il a fait toute sa carrière chez le Great Old comme défenseur. Il remporte la Coupe de Belgique en 1955. Puis il termine deuxième du Championnat en 1956 et remporte le titre en 1957. Il est encore vice-champion en 1958 et 1963.
Il a aussi fait partie du groupe des Diables Rouges, il est appelé une première fois en 1956 mais sa première participation est lors d'un match amical, le 1er mars 1959, à Colombes, contre la France (2-2). Il joue trois autres matches internationaux en 1959-1960.
Wauters a également travaillé dans le secteur bancaire, et a été un temps président de la Kredietbank.
En 1969, il devient président du Royal Antwerp FC, et forme avec Constant Vanden Stock et Roger Petit la trilogie qui entraîne le football belge sur la voie de la professionnalisation. Le sommet de sa carrière de dirigeant est l'accession du club anversois à la finale de la coupe d'Europe des vainqueurs de coupe au stade de Wembley, le 13 mai 1993, perdue 3-1 contre Parme. Les dernières années de sa présidence sont cependant marquées par un déclin sportif. Il quitte ses fonctions en 2012.

## Palmarès
- International de 1959 à 1960 (4 sélections)
- premier match international: le 1er mars 1959, France-Belgique, 2-2 (match amical)
- International junior
- Champion de Belgique en 1957 avec le Royal Antwerp FC
- Vice-Champion de Belgique en 1956, 1958 et 1963 avec le Royal Antwerp FC
- Vainqueur de la Coupe de Belgique en 1955 avec le Royal Antwerp FC